# Евгений Спокойски-Францевич
Евгений Степанович Спокойски-Францевич (на руски: Евгений Степанович Спокойский-Францевич) е руски офицер, генерал-лейтенант. Участник в Руско-турската война (1877-1878).

## Биография
Евгений Спокойски-Францевич е роден на 15 март 1835 г. в Русия в семейството на потомствен дворянин. Завършва Тулската губернска гимназия и се ориентира към военното поприще. Постъпва на военна служба през 1852 г. Произведен е в първо офицерско звание прапоршчик с назначение в Бутирския пехотен полк (1854).
Участва в Кримската война от 1853-1856 г. и се проявява при обсадата на Севастопол и боевете при Инкерман и река Черна. Награден е с орден „Свети Станислав“ III степен (1856).
Излиза в оставка и преминава на гражданска служба от 1862. Връща се в армията през 1870 г. и е повишен във военно звание подполковник от 30 януари 1876 г.
Участва в Руско-турската война (1877-1878). През временното руско управление е окръжен управител на Ловеч (1877-1878). Повишен е във военно звание полковник и служи в Българската земска войска от 26 ноември 1878 г. Служи като началник на Източния военен отдел в Шумен и губернски началник в София. Награден с български знак през 1879 г.
След войната е назначен последователно за командир на батальон и на 75-и Севастополски пехотен полк (1879, 1887). Повишен е във военно звание генерал-майор с назначение за командир на Закаспийската местна бригада от 1892 г. Командир на 2-ра бригада от 9-а пехотна дивизия от 1897. Излиза в оставка с повишение във военно звание генерал-лейтенант на 11 октомври 1899 г.